# Chorzów Miasto
Chorzów Miasto (niem. Königshütte Mitte, Königshütte) – stacja kolejowa w Chorzowie, w dzielnicy Chorzów I, w województwie śląskim, w Polsce, otwarta w 1872 roku.

## Ruch pasażerski
| Rok  | Wymiana pasażerska na dobę |
| ---- | -------------------------- |
| 2017 | 20-49                      |
| 2022 | 50-99                      |

## Historia
W dniu 7 maja 1791 roku, dokładnie w miejscu, gdzie obecnie znajduje się budynek dworca, rozpoczęto drążenie pierwszego szybu wydobywczego kopalni węgla kamiennego „Król” (niem. „Königsrube”) o głębokości 75 m, który nazwano „Wilhelmschacht”.
Od 16 listopada 1845 roku Królewska Huta i okoliczne kolonie przemysłowe uzyskały pierwsze połączenie kolejowe poprzez oddalony o 2,5 km dworzec Königshütte ('Królewska Huta') w Świętochłowicach na nowo wybudowanym odcinku linii Kolei Górnośląskiej biegnącej z Wrocławia przez Gliwice.
Dnia 15 sierpnia 1860 roku uruchomiono, poprowadzone z Górnych Hajduk niedaleko dworca Königshütte in Schwientochlowitz ('Królewska Huta w Świętochłowicach'), odgałęzienie linii Kolei Górnośląskiej, dochodzące początkowo do szybu „Św. Barbary” (niem. „Bahnschacht”) na Polu Zachodnim kopalni „Król” (między obecnymi ul. Styczyńskiego i Lompy). Odgałęzienie przedłużono w 1870 roku do Chorzowa (Starego), dochodząc do linii Kolei Prawoodrzańskiej. Nową stację Königshütte ('Królewska Huta') na ukończonej wtedy okrężnej trasie Kolei Górnośląskiej Gliwice–Bytom–Królewska Huta otwarto na  dla ruchu pasażerskiego w niedzielę 27 października 1872 roku.
Budynek dworca odnowiono i rozbudowano w 1885 roku. Stacja została rozbudowana w latach 1900–1903; składało się na nią wówczas 6 parterowych budynków z poddaszami. Budynek wejściowy dworca (z placu Dworcowego) miał cztery wieżyczki i mieściły się w nim kasa biletowa oraz punkt odpraw przesyłek ekspresowych i bagażowych. Powstały także dwa budynki poczekalni oraz zadaszone wyjścia z tunelu prowadzącego z budynku wejściowego na perony. W latach 1904–1905 za dworcem wybudowano bocznicę (rejon obecnej ul. Towarowej). W dniu 9 września 1939 roku Dyrekcja Kolei w Opolu przejęła od wojska linie kolejowe w zajętym przez Niemców województwie śląskim. Kursowanie pociągów przez dworzec z tymczasowym rozkładem jazdy wznowiono 12 września 1939 roku.
Dworzec został całkowicie przebudowany w latach 1969–1972. Jego powierzchnia to ponad 760 m². Na parterze znajduje się przejście do tunelu wychodzącego na perony, a na piętrze jest hala dworcowa. Kasy na stacji zostały zlikwidowane w 2009 roku, a budynek dworcowy nie jest eksploatowany.
W grudniu 2020 PKP Polskie Linie Kolejowe podpisały umowę na opracowanie dokumentacji oraz przebudowę linii kolejowej nr 131 na odcinku Chorzów Batory – Nakło Śląskie, obejmującą przebudowę stacji Chorzów Miasto. W marcu 2022 rozpoczęły się właściwie prace budowlane, co poskutkowało zamknięciem linii nr 131 na odcinku Chorzów Batory – Tarnowskie Góry, w tym stacji Chorzów Miasto. 15 grudnia 2024 ruch pasażerki na tym odcinku linii nr 131 został przywrócony.

## Galeria

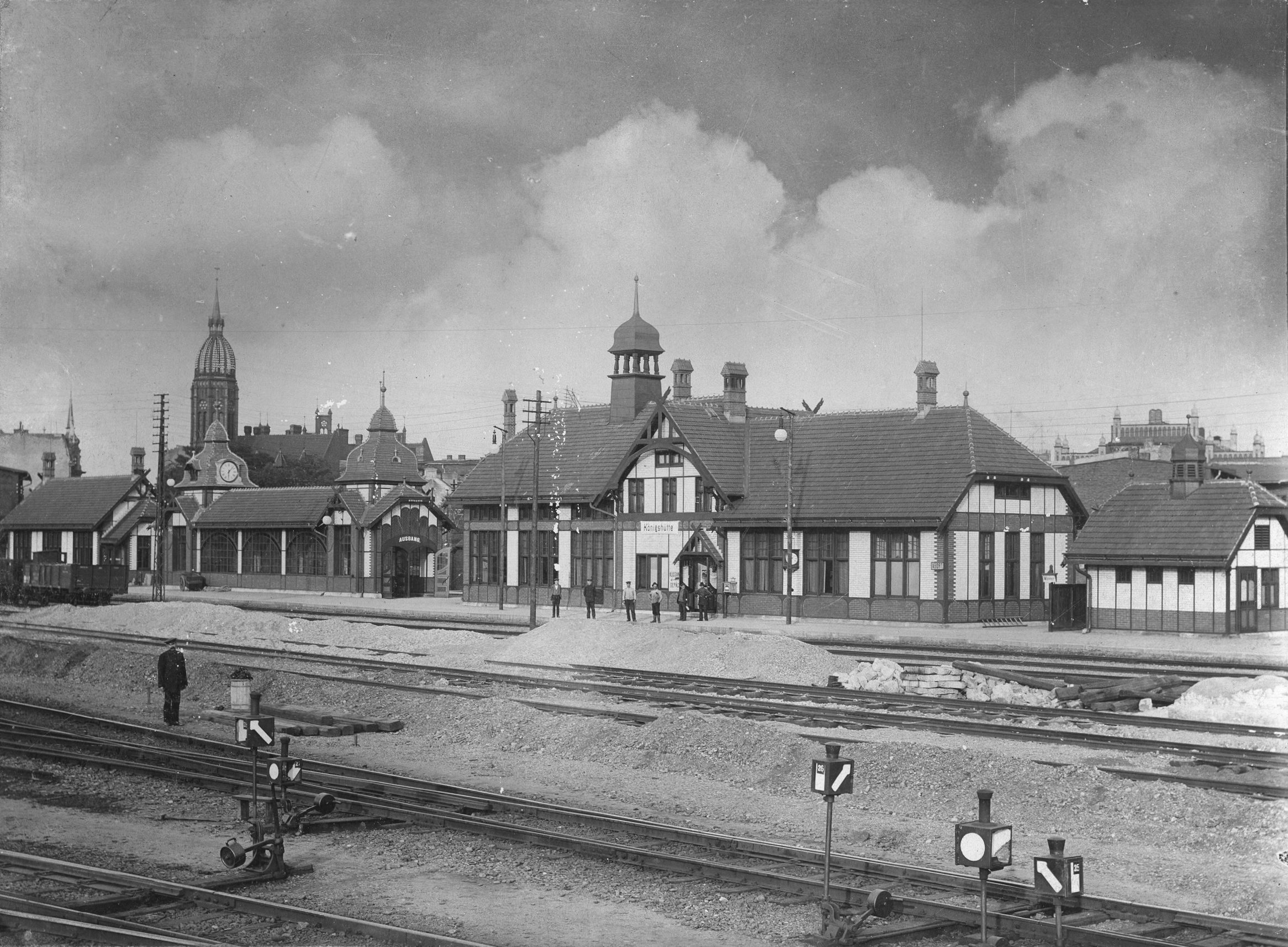
Stacja i dworzec po rozbudowie (około 1905)
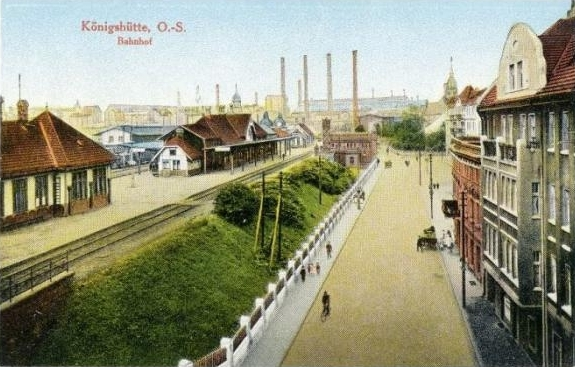
Stacja, dworzec i pl. Dworcowy (około 1910)
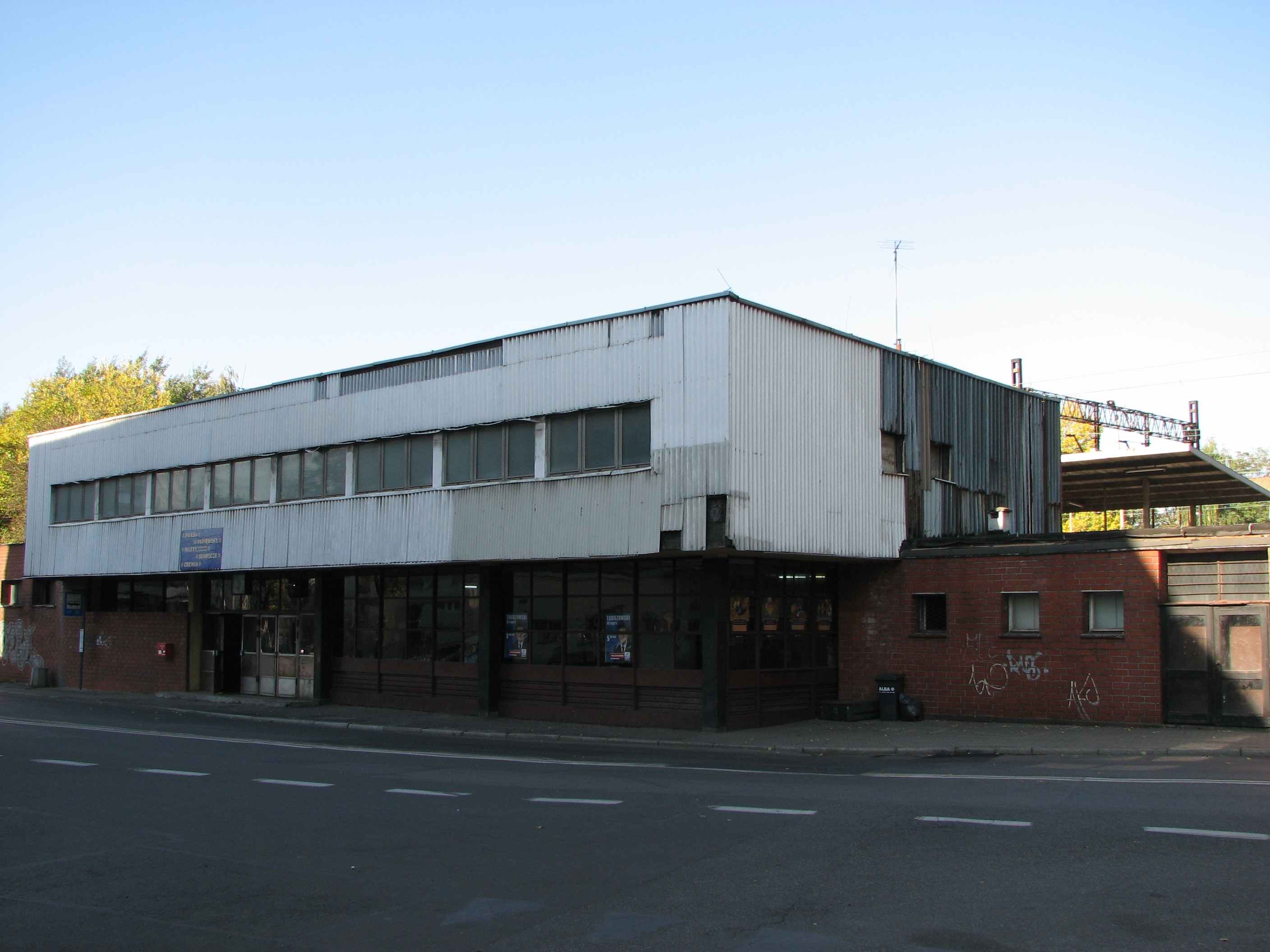
Dworzec 35 lat po przebudowie (2007)
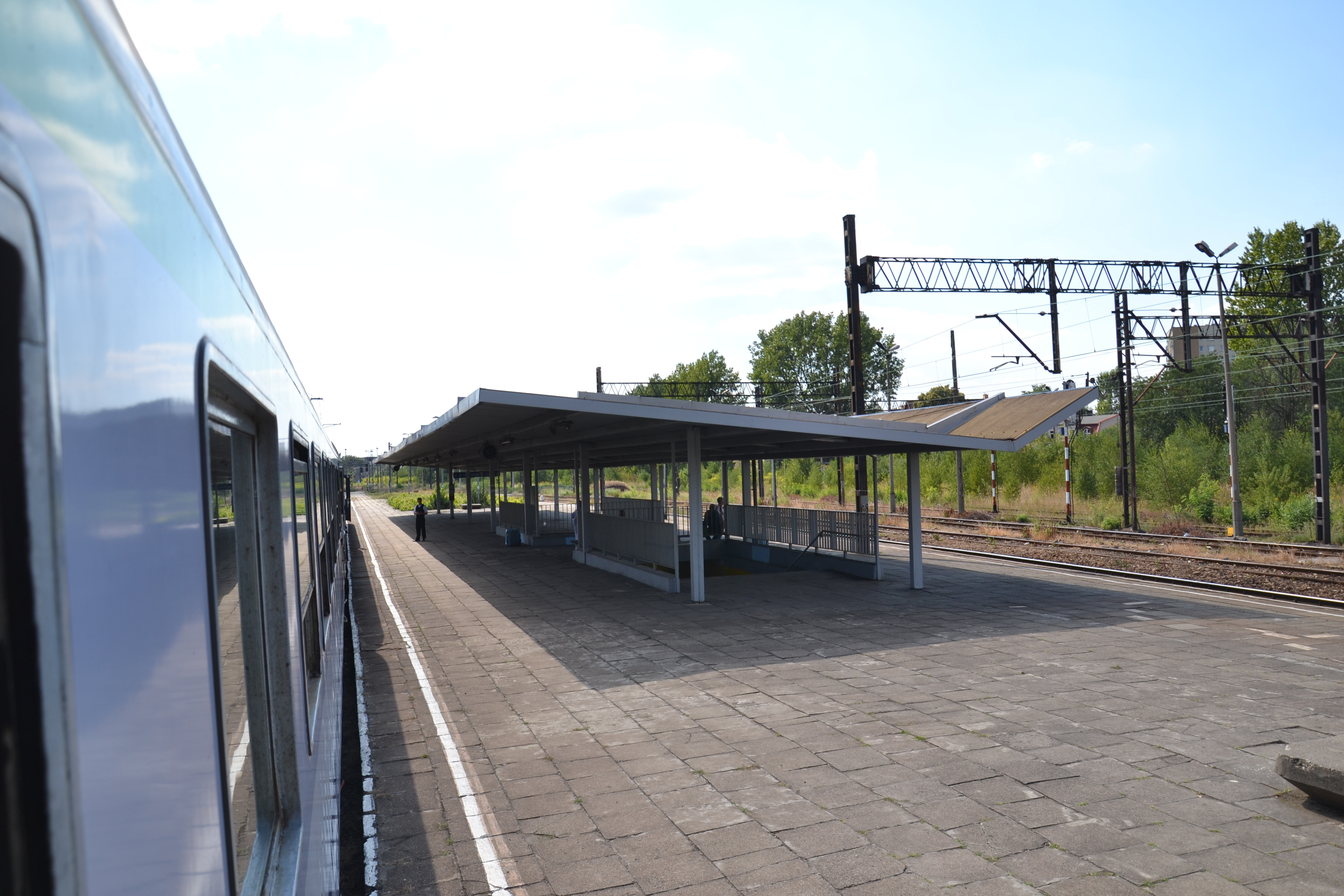
Perony i wejście do przejścia podziemnego (2015)
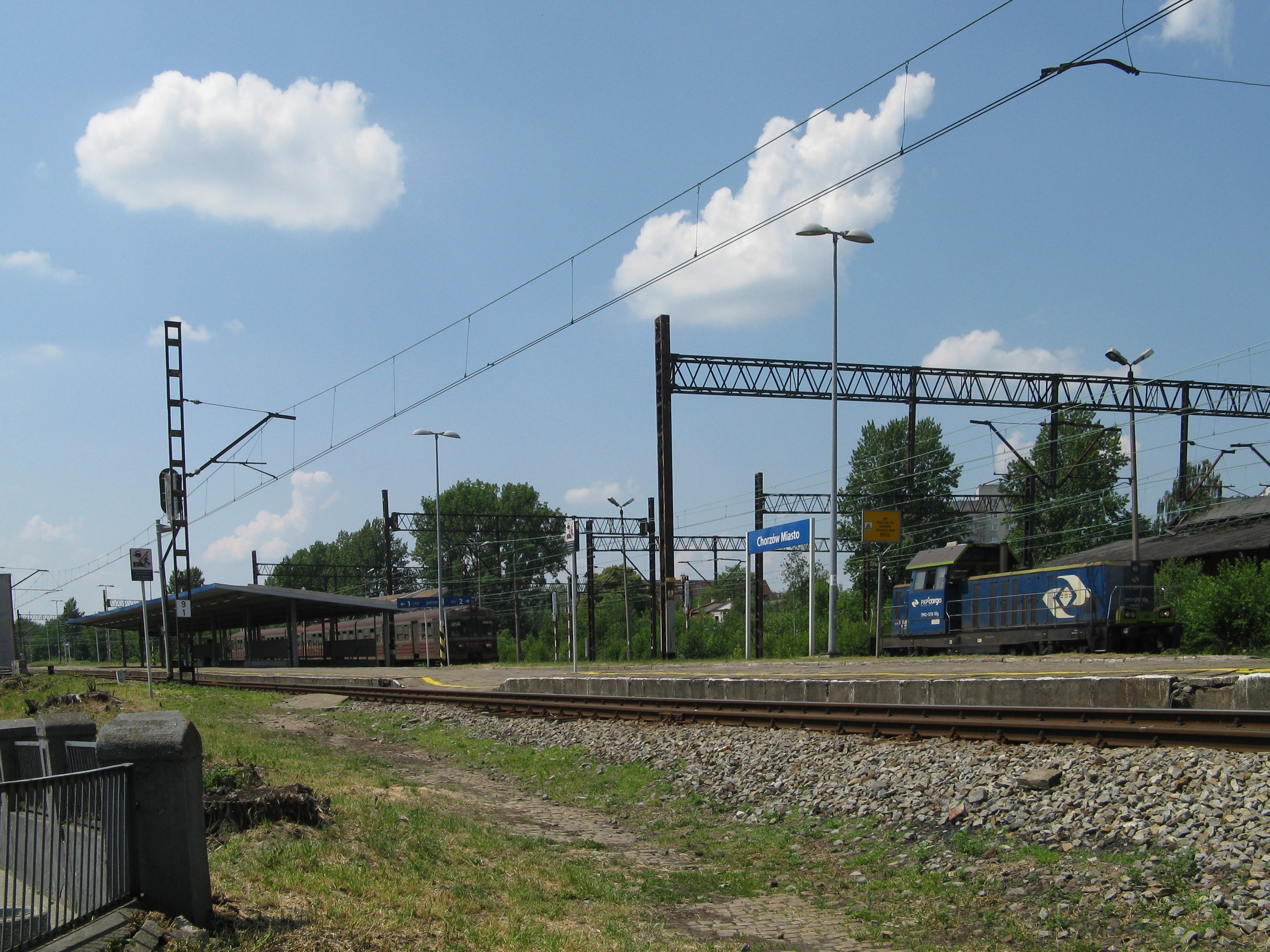
Stacja Chorzów Miasto (2018)
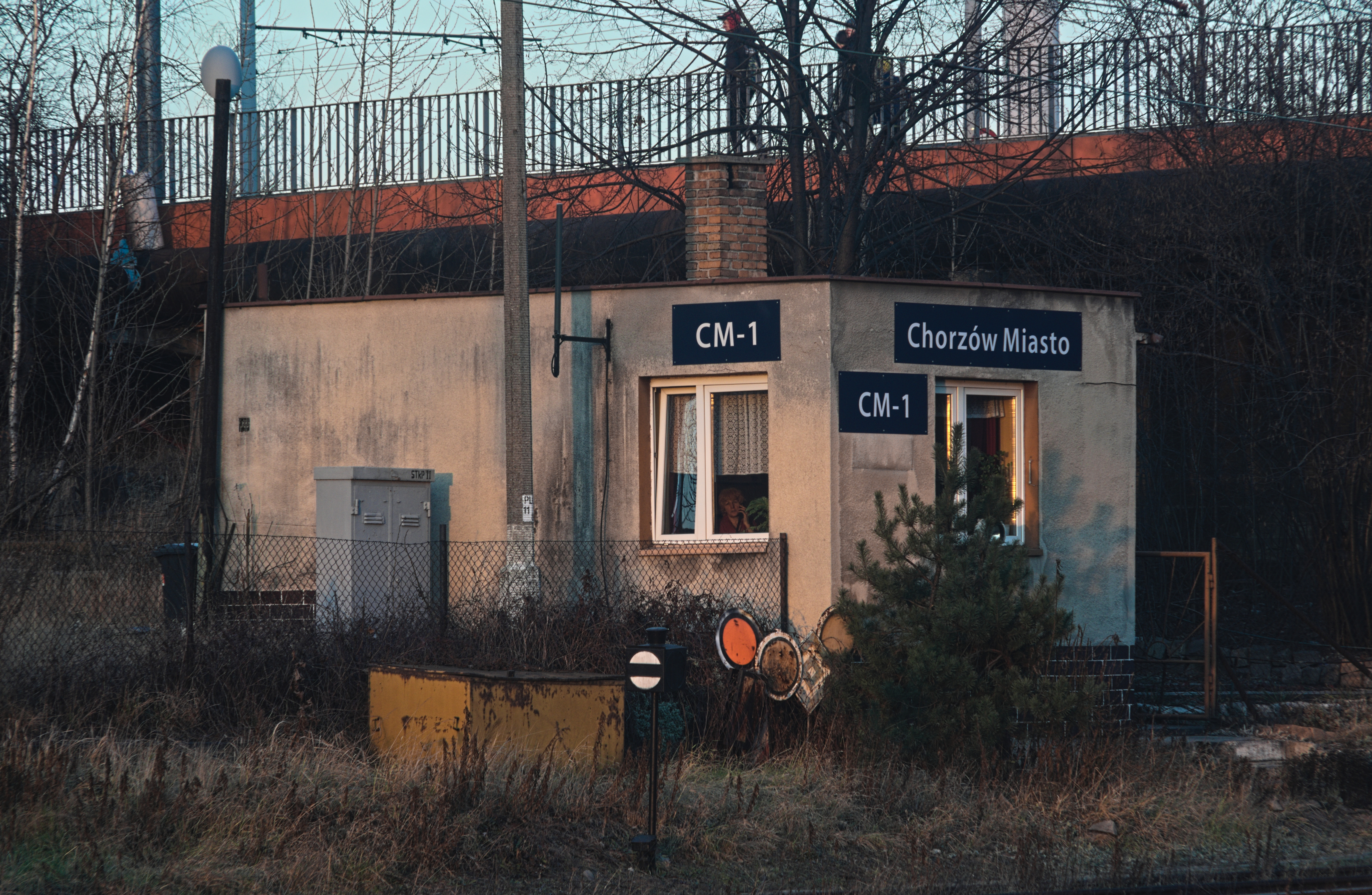
Nastawnia wykonawcza CM-1 (2020)